# GO Большой Медведицы
GO Большой Медведицы (лат. GO Ursae Majoris), HD 88530 — одиночная переменная звезда в созвездии Большой Медведицы на расстоянии приблизительно 1978 световых лет (около 607 парсеков) от Солнца. Видимая звёздная величина звезды — от +7,68m до +7,42m.

## Характеристики
GO Большой Медведицы — красная пульсирующая медленная неправильная переменная звезда (LB) спектрального класса Mb.